# Луценко, Михаил Андреевич
Михаил Андреевич Луценко (11 мая 1948, Москва) — советский гандболист и тренер. Мастер спорта СССР международного класса. Заслуженный тренер РСФСР (1980), Заслуженный тренер СССР (1982). Заслуженный работник физической культуры Российской Федерации (2005). Участник Олимпийских игр 1972 (в качестве игрока). С 1979 по 1988 год на посту тренера женской сборной СССР по гандболу ассистировал Игорю Турчину.

## Биография
Родился в Москве в районе Кунцево. Гандболом Михаил Луценко начал заниматься в 10 классе, после того как радиотехнический завод взял шефство над его школой. Первым тренером в команде «Труд» стал Борис Акбашев.
В дальнейшем «Труд» под названием как «Кунцево». Срочную службу в советской армии проходил в академии Дзержинского, защищая цвета за местной гандбольной команды, продолжал тренироваться с «Кунцево». Вместе с «Кунцево» становился чемпионом СССР 1967 и 1969 годов. В качестве игрока в дальнейшем представлял другой столичный клуб — ЦСКА. Играл на позиции разыгрывающего.
За сборную СССР дебютировал в 1970 году. Участник Олимпийских игр 1972 года в Мюнхене (5 место). В составе сборной провёл 32 матча и стал автором 24 голов.
С 1979 по 1988 год входил в тренерский штаб женской сборной СССР по гандболу, являясь помощником главного тренера Игоря Турчина. Под их руководством советские гандболистки побеждали на Олимпиаде 1980 года и становились чемпионками мира 1982 и 1986 годов. В 1984 году Советский Союз стал победителем турнира «Дружба-84», который проходил в Тренчине, Чехословакия.
После работал в качестве начальника команды и помогал Спартаку Мироновичу и Владимиру Максимову в подготовке сборной СНГ накануне победного выступления на соревнованиях 1992 года в Барселоне.
С 1992 года — начальник сборной России. К этому времени относятся победы российской сборной на Олимпиаде 2000 года, бронза Олимпийских игр 2004 года, победы на чемпионате мира (1993 и 1997), чемпионате Европы (1996) и серебро на Кубке мира (1996 и 1999).
После отставки Владимира Максимова, Луценко в феврале 2012 года был назначен исполняющим обязанности главного тренера мужской сборной России. Находился в этом статусе до 15 марта 2012 года, после чего у руля сборной встал Олег Кулешов.
Участник V международного турнира по гандболу среди ветеранов 2004 года. Является судьей-инспектором Федерации гандбола России.

## Достижения

### Как игрока
- Чемпион СССР: 1967, 1969[5]
- Серебряный призёр чемпионата СССР: 1968, 1970, 1972[1]
- Бронзовый призёр чемпионата СССР: 1976, 1978[1]
- Чемпион мира среди студентов: 1971[5]
- Чемпион V Спартакиады народов СССР: 1971[6]
- Чемпион Спартакиады вооружённых сил СССР: 1970[1]
- Участник Олимпийских игр (1972)[1]
- Победитель и призёр международных соревнований: Франция (1970); ГДР, Испания, Польша, Румыния, ФРГ (1971); Австрия, ФРГ, Югославия (1972); Дания, Конго, Швеция (1973, 1974); ГДР, Румыния, ФРГ (1976, 1977)[1]

### Как тренера
- Олимпийский чемпион: 1980[5]
- Бронзовый призёр Олимпийских игр: 1988[1]
- Чемпион мира: 1982, 1986[1]
- Победитель турнира «Дружба-84»[5]

## Награды и звания
- Медаль «За трудовое отличие» (1980)[5]
- Медаль «За трудовую доблесть» (1985)[1]
- Нагрудный знак «Отличник физической культуры и спорта»[5]
- Мастер спорта СССР международного класса[5]
- Заслуженный тренер РСФСР (1980)[5]
- Заслуженный тренер СССР (1982)[5]
- Заслуженный работник физической культуры Российской Федерации (2005)[1]
- Почётный знак «За заслуги в развитии Олимпийского движения в России» (1999, 2000, 2004)[1]
- Юбилейная медаль «30 лет Победы на Олимпийских играх в Монреале-76» (2006)[1]
- Юбилейная медаль в честь 30-летия Игр XXII Олимпиады 1980 года в Москве «За дополнительный вклад в развитие спорта и международного спортивного сотрудничества» (2010)[1]
- Юбилейная медаль, посвященная столетию образования государственного органа управления в сфере физической культуры и спорта (2023)[1]
- Запись в Книге почёта за высокое спортивное мастерство, революцию к победе и культурные качества при этом высоком морально-волевом качестве (1982)[1]